# Nagamaki
Il nagamaki (長巻, letteralmente  "inastamento lungo" in lingua giapponese) è un'insolita arma inastata giapponese, a metà strada tra il falcione (naginata) e la spada (tachi), particolarmente in uso tra il XII ed il XIV secolo. Monta una pesante lama lunga 2-4 shaku (60-120 cm) su di un'impugnatura di lunghezza più o meno simile (60-90 cm).
Arma peculiarissima, il nagamaki esula dalle normali tipologie di classificazione e può essere accomunato solo allo spiedo da guerra in uso in Europa nel XV secolo.

## Storia
Il nagamaki comparve durante l'Epoca Kamakura (1192–1333) e restò in uso fino all'Epoca Muromachi (1392–1573). Si ritiene che fosse l'arma prediletta da Oda Nobunaga (1534-1582) e che Uesugi Kenshin (1530-1578) avesse una propria guardia scelta di bushi armati di nagamaki.
Allo stato attuale della ricerca, si ritiene che il nagamaki sia stato sviluppato dagli armaioli nipponici partendo dalle lunghe spade da campo, nodachi e ōdachi, destinate a contrastare le cariche di cavalleria sempre più in uso in Giappone durante il XIV secolo. Il medesimo processo evolutivo avrebbe portato anche allo sviluppo del naginata, sorta di equivalente del falcione dell'Europa medievale.
La linea e la modalità d'utilizzo del nagamaki, soprattutto nella versione a lama lunga, ricordano molto un'arma cinese, lo zhǎnmǎ dāo, sviluppato durante il regno della Dinastia Song (960-1279). Il peculiare rapporto lama-impugnatura del nagamaki, la sua natura ibrida di "spada inastata" ed il suo stretto rapporto con il naginata, arma inastata vera e propria, permettono invece di sviluppare un parallelismo con un'arma occidentale, lo spiedo da guerra, e con la sua variante inastata, il brandistocco.

## Costruzione
Il nagamaki monta una lama monofilare simile a quella di un katana, lunga tra i 2 ed i 4 shaku (60-120 cm) con una lunga impugnatura (tsuka) di 2-3 shaku ricoperta di pelle e seta come gli altri tipi di spade giapponesi. Nei casi in cui lo tsuka fosse privo di pelle o seta, il corpo ligneo dell'impugnatura veniva rinforzato con degli anelli di metallo.
Rispetto alle altre spade (katana, tachi, wakizashi, tantō), il nagamaki era oggetto di minori restrizioni circa misure e proporzioni delle parti: la lunghezza della lama "scoperta" (nagasa) e del codolo (nakago), tanto quanto quella della punta (kissaki) non erano quindi fisse e codificata ma soggette a variazioni. In alcuni casi un lungo codolo poteva permettere di riconfigurare la lama di un nagamaki in un'asta, facendone un massiccio naginata: il nagamaki Araki-ryū è in pratica un naginata di oltre 4 kg e 2,4 m.
La presenza costante dello tsuka nei nagamaki costituisce la principale differenza di quest'arma rispetto al naginata, arma la cui lama è invece inastata su di un'impugnatura di lancia vera e propria, e concorre a classificare il nagamaki nel novero delle spade giapponesi.
Altra differenza tra il naginata ed il nagamaki che concorre a classificare quest'ultimo più come spada che come arma inastata è la modalità d'utilizzo. La dove il naginata, come tutte le armi inastate vere e proprie, prevede cambi d'impugnatura onde sfruttare al meglio le possibilità di allungo e di parata offerte dall'asta, il nagamaki prevedeva da parte del bushi una presa solida e ferma in linea con quella del katana, con la mano destra sempre vicina allo tsuba (la "guardia" dell'impugnatura).